# سرگذشت آدل ه.
سرگذشت آدل ه. (فرانسوی: L'Histoire d'Adèle H.‎) فیلمی به کارگردانی فرانسوا تروفو است که در سال ۱۹۷۵ منتشر شد. از بازیگران آن می‌توان به ایزابل آجانی، ایوری گیتلیس و فرانسوا تروفو اشاره کرد.